# Departamento de Cordillera
Cordillera es uno de los diecisiete departamentos que, junto con Asunción, Distrito Capital, forman la República del Paraguay. Su capital y ciudad más poblada es Caacupé. Está ubicado en el centro oeste de la región oriental del país, limitando al norte con San Pedro, al este con Caaguazú, al sur con Paraguarí y Central, y al oeste con el río Paraguay que lo separa de Presidente Hayes. Con 271 475 habitantes en 2022 es el sexto departamento más poblado —por detrás de Central, Alto Paraná, Itapúa, Caaguazú y San Pedro—, con 4948 km², el tercero menos extenso —por delante de Guairá y Central; y con 54,9 hab/km², el segundo más densamente poblado, por detrás de Central.

## Historia
Durante los siglos XVII y XVIII esta zona del país atravesaba una fuerte crisis poblacional debido a la belicosidad de los indios chaqueños que la poblaban. Los habitantes del pueblo llamado Tobatí ubicado al norte del entonces llamado río Pirapó, tuvieron que emigrar hacia el sur por los constantes ataques de los mbayá, una etnia guaicurú. Los pobladores de Altos y Atyrá crearon sus asentamientos en el actual territorio de este departamento. 
Existían también algunos asentamientos de agricultores que se encontraban dispersos en los actuales territorios de Emboscada, 1° de marzo, Caraguatay y Piribebuy.
Hacia fines del siglo XVIII estos pequeños poblados se fueron expandiendo, consolidando las localidades ubicadas al norte del departamento como Arroyos y Esteros, Eusebio Ayala (ciudad llamada en ese entonces Capellanía de San Roque).
Una vez concluida la Guerra de la Triple Alianza, se inició un proceso de fundación de importantes pueblos y colonias propulsadas por inmigrantes alemanes durante el gobierno de Bernardino Caballero. Así, en 1881 tuvo lugar la fundación de San Bernardino, importante localidad turística del Paraguay actual.
Ya a principios del siglo XX, en el año 1906, se organizó legalmente el territorio nacional dividiendo el territorio en departamentos. Así se creó el departamento de Caraguatay, nombre inicial del departamento de Cordillera.
En el año 1945, por un decreto Ley n.º 9484, el departamento recibe su actual nombre: Cordillera. Finalmente en el año 1973, por Ley n.º 426 tuvo lugar una nueva reorganización territorial en el país, ocasión en la que se consolida la estructura del departamento con sus límites y distritos actuales.

## Demografía
| Población Histórica del Departamento de Cordillera | Población Histórica del Departamento de Cordillera | Población Histórica del Departamento de Cordillera |
| Año                                                | Habitantes                                         | Fuente                                             |
| -------------------------------------------------- | -------------------------------------------------- | -------------------------------------------------- |
| 1950                                               | 145 232                                            | Censo paraguayo de 1950                            |
| 1962                                               | 188 313                                            | Censo paraguayo de 1962                            |
| 1972                                               | 194 218                                            | Censo paraguayo de 1972                            |
| 1982                                               | 194 011                                            | Censo paraguayo de 1982                            |
| 1992                                               | 198 701                                            | Censo paraguayo de 1992                            |
| 2002                                               | 233 854                                            | Censo paraguayo de 2002                            |
| 2012                                               | 279 860                                            | Censo paraguayo de 2012                            |
| 2022                                               | 271 475                                            | Censo paraguayo de 2022                            |

## Límites
- Al norte limita con el departamento de San Pedro
- Al sur con el departamento de Paraguarí y el departamento Central
- Al este limita con el departamento de Caaguazú
- Al oeste el río Paraguay lo divide de Presidente Hayes, ubicado en la región Occidental del país.

## Localización
El departamento de Cordillera se encuentra ubicado entre los paralelos 24° 50’ y 25° 35’ de latitud sur y los meridianos 56° 30’ y 57° 27’ de longitud oeste.

### Distritos
El departamento está dividido en 20  distritos:
| Municipio                  | Población (2017) | Piribebuy Valenzuela Juan de Mena Caacupé Caraguatay Eusebio Ayala Itacurubí de la Cordillera Tobatí Atyra San Bernardino Isla Pucú Mbocayaty del Yhaguy Santa Elena Altos San José Obrero 1° de Marzo Loma Grande Emboscada Nueva Colombia Arroyos y Esteros |
| -------------------------- | ---------------- | --- |
| Altos                      | 14 229           | Piribebuy Valenzuela Juan de Mena Caacupé Caraguatay Eusebio Ayala Itacurubí de la Cordillera Tobatí Atyra San Bernardino Isla Pucú Mbocayaty del Yhaguy Santa Elena Altos San José Obrero 1° de Marzo Loma Grande Emboscada Nueva Colombia Arroyos y Esteros |
| Arroyos y Esteros          | 24 624           | Piribebuy Valenzuela Juan de Mena Caacupé Caraguatay Eusebio Ayala Itacurubí de la Cordillera Tobatí Atyra San Bernardino Isla Pucú Mbocayaty del Yhaguy Santa Elena Altos San José Obrero 1° de Marzo Loma Grande Emboscada Nueva Colombia Arroyos y Esteros |
| Atyrá                      | 16 711           | Piribebuy Valenzuela Juan de Mena Caacupé Caraguatay Eusebio Ayala Itacurubí de la Cordillera Tobatí Atyra San Bernardino Isla Pucú Mbocayaty del Yhaguy Santa Elena Altos San José Obrero 1° de Marzo Loma Grande Emboscada Nueva Colombia Arroyos y Esteros |
| Caacupé                    | 55 230           | Piribebuy Valenzuela Juan de Mena Caacupé Caraguatay Eusebio Ayala Itacurubí de la Cordillera Tobatí Atyra San Bernardino Isla Pucú Mbocayaty del Yhaguy Santa Elena Altos San José Obrero 1° de Marzo Loma Grande Emboscada Nueva Colombia Arroyos y Esteros |
| Caraguatay                 | 13 600           | Piribebuy Valenzuela Juan de Mena Caacupé Caraguatay Eusebio Ayala Itacurubí de la Cordillera Tobatí Atyra San Bernardino Isla Pucú Mbocayaty del Yhaguy Santa Elena Altos San José Obrero 1° de Marzo Loma Grande Emboscada Nueva Colombia Arroyos y Esteros |
| Emboscada                  | 18 580           | Piribebuy Valenzuela Juan de Mena Caacupé Caraguatay Eusebio Ayala Itacurubí de la Cordillera Tobatí Atyra San Bernardino Isla Pucú Mbocayaty del Yhaguy Santa Elena Altos San José Obrero 1° de Marzo Loma Grande Emboscada Nueva Colombia Arroyos y Esteros |
| Eusebio Ayala              | 23 583           | Piribebuy Valenzuela Juan de Mena Caacupé Caraguatay Eusebio Ayala Itacurubí de la Cordillera Tobatí Atyra San Bernardino Isla Pucú Mbocayaty del Yhaguy Santa Elena Altos San José Obrero 1° de Marzo Loma Grande Emboscada Nueva Colombia Arroyos y Esteros |
| Isla Pucú                  | 7904             | Piribebuy Valenzuela Juan de Mena Caacupé Caraguatay Eusebio Ayala Itacurubí de la Cordillera Tobatí Atyra San Bernardino Isla Pucú Mbocayaty del Yhaguy Santa Elena Altos San José Obrero 1° de Marzo Loma Grande Emboscada Nueva Colombia Arroyos y Esteros |
| Itacurubí de la Cordillera | 11 167           | Piribebuy Valenzuela Juan de Mena Caacupé Caraguatay Eusebio Ayala Itacurubí de la Cordillera Tobatí Atyra San Bernardino Isla Pucú Mbocayaty del Yhaguy Santa Elena Altos San José Obrero 1° de Marzo Loma Grande Emboscada Nueva Colombia Arroyos y Esteros |
| Juan de Mena               | 6806             | Piribebuy Valenzuela Juan de Mena Caacupé Caraguatay Eusebio Ayala Itacurubí de la Cordillera Tobatí Atyra San Bernardino Isla Pucú Mbocayaty del Yhaguy Santa Elena Altos San José Obrero 1° de Marzo Loma Grande Emboscada Nueva Colombia Arroyos y Esteros |
| Loma Grande                | 3496             | Piribebuy Valenzuela Juan de Mena Caacupé Caraguatay Eusebio Ayala Itacurubí de la Cordillera Tobatí Atyra San Bernardino Isla Pucú Mbocayaty del Yhaguy Santa Elena Altos San José Obrero 1° de Marzo Loma Grande Emboscada Nueva Colombia Arroyos y Esteros |
| Mbocayaty del Yhaguy       | 4230             | Piribebuy Valenzuela Juan de Mena Caacupé Caraguatay Eusebio Ayala Itacurubí de la Cordillera Tobatí Atyra San Bernardino Isla Pucú Mbocayaty del Yhaguy Santa Elena Altos San José Obrero 1° de Marzo Loma Grande Emboscada Nueva Colombia Arroyos y Esteros |
| Nueva Colombia             | 3898             | Piribebuy Valenzuela Juan de Mena Caacupé Caraguatay Eusebio Ayala Itacurubí de la Cordillera Tobatí Atyra San Bernardino Isla Pucú Mbocayaty del Yhaguy Santa Elena Altos San José Obrero 1° de Marzo Loma Grande Emboscada Nueva Colombia Arroyos y Esteros |
| Piribebuy                  | 28 179           | Piribebuy Valenzuela Juan de Mena Caacupé Caraguatay Eusebio Ayala Itacurubí de la Cordillera Tobatí Atyra San Bernardino Isla Pucú Mbocayaty del Yhaguy Santa Elena Altos San José Obrero 1° de Marzo Loma Grande Emboscada Nueva Colombia Arroyos y Esteros |
| Primero de Marzo           | 6729             | Piribebuy Valenzuela Juan de Mena Caacupé Caraguatay Eusebio Ayala Itacurubí de la Cordillera Tobatí Atyra San Bernardino Isla Pucú Mbocayaty del Yhaguy Santa Elena Altos San José Obrero 1° de Marzo Loma Grande Emboscada Nueva Colombia Arroyos y Esteros |
| San Bernardino             | 11 833           | Piribebuy Valenzuela Juan de Mena Caacupé Caraguatay Eusebio Ayala Itacurubí de la Cordillera Tobatí Atyra San Bernardino Isla Pucú Mbocayaty del Yhaguy Santa Elena Altos San José Obrero 1° de Marzo Loma Grande Emboscada Nueva Colombia Arroyos y Esteros |
| San José Obrero            | 4368             | Piribebuy Valenzuela Juan de Mena Caacupé Caraguatay Eusebio Ayala Itacurubí de la Cordillera Tobatí Atyra San Bernardino Isla Pucú Mbocayaty del Yhaguy Santa Elena Altos San José Obrero 1° de Marzo Loma Grande Emboscada Nueva Colombia Arroyos y Esteros |
| Santa Elena                | 5170             | Piribebuy Valenzuela Juan de Mena Caacupé Caraguatay Eusebio Ayala Itacurubí de la Cordillera Tobatí Atyra San Bernardino Isla Pucú Mbocayaty del Yhaguy Santa Elena Altos San José Obrero 1° de Marzo Loma Grande Emboscada Nueva Colombia Arroyos y Esteros |
| Tobatí                     | 31 956           | Piribebuy Valenzuela Juan de Mena Caacupé Caraguatay Eusebio Ayala Itacurubí de la Cordillera Tobatí Atyra San Bernardino Isla Pucú Mbocayaty del Yhaguy Santa Elena Altos San José Obrero 1° de Marzo Loma Grande Emboscada Nueva Colombia Arroyos y Esteros |
| Valenzuela                 | 6940             | Piribebuy Valenzuela Juan de Mena Caacupé Caraguatay Eusebio Ayala Itacurubí de la Cordillera Tobatí Atyra San Bernardino Isla Pucú Mbocayaty del Yhaguy Santa Elena Altos San José Obrero 1° de Marzo Loma Grande Emboscada Nueva Colombia Arroyos y Esteros |

## Capital

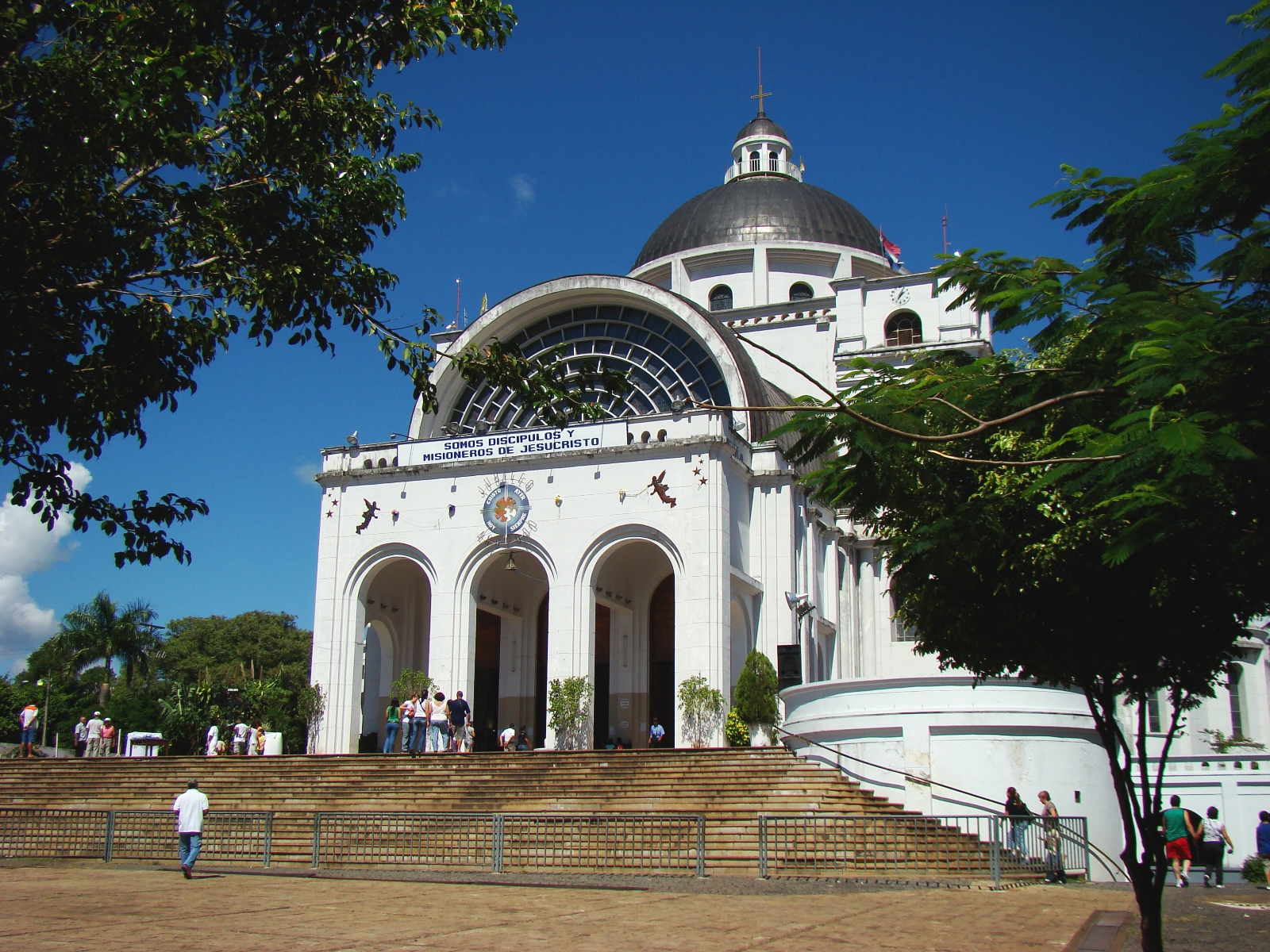
Basílica de Caacupé

La capital departamental es la ciudad de Caacupé, fundada el 4 de abril de 1770 por Carlos Morphi. Su superficie es de 156 km² con una población de 55230;habitantes. Está distante 48 km de Asunción y es considerada como la «capital espiritual» de Paraguay, siendo La Virgen de Caacupé venerada en su basílica, donde anualmente acuden en peregrinación más de un millón y medio de fieles, los días 7 y 8 de diciembre.
Se halla en la cima de la Cordillera de los Altos, parada obligatoria de los turistas.

## Aspecto físico
Este departamento está dividido en dos zonas diferenciadas por el aspecto físico que presentan. Una zona ubicada al noreste, en la que el terreno se presenta más bien plano con numerosos esteros aptos para la explotación ganadera. La otra, extendida a lo largo de la cordillera de los Altos, con superficies planas y onduladas satisfactorias para la agricultura.

### Orografía
Los distritos de Paraguarí, Altos y Emboscada se encuentran atravesados por la cordillera de los Altos, cuya altura alcanza los 200 m s. n. m. Esta cordillera también atraviesa los distritos de Piribebuy y Eusebio Ayala.

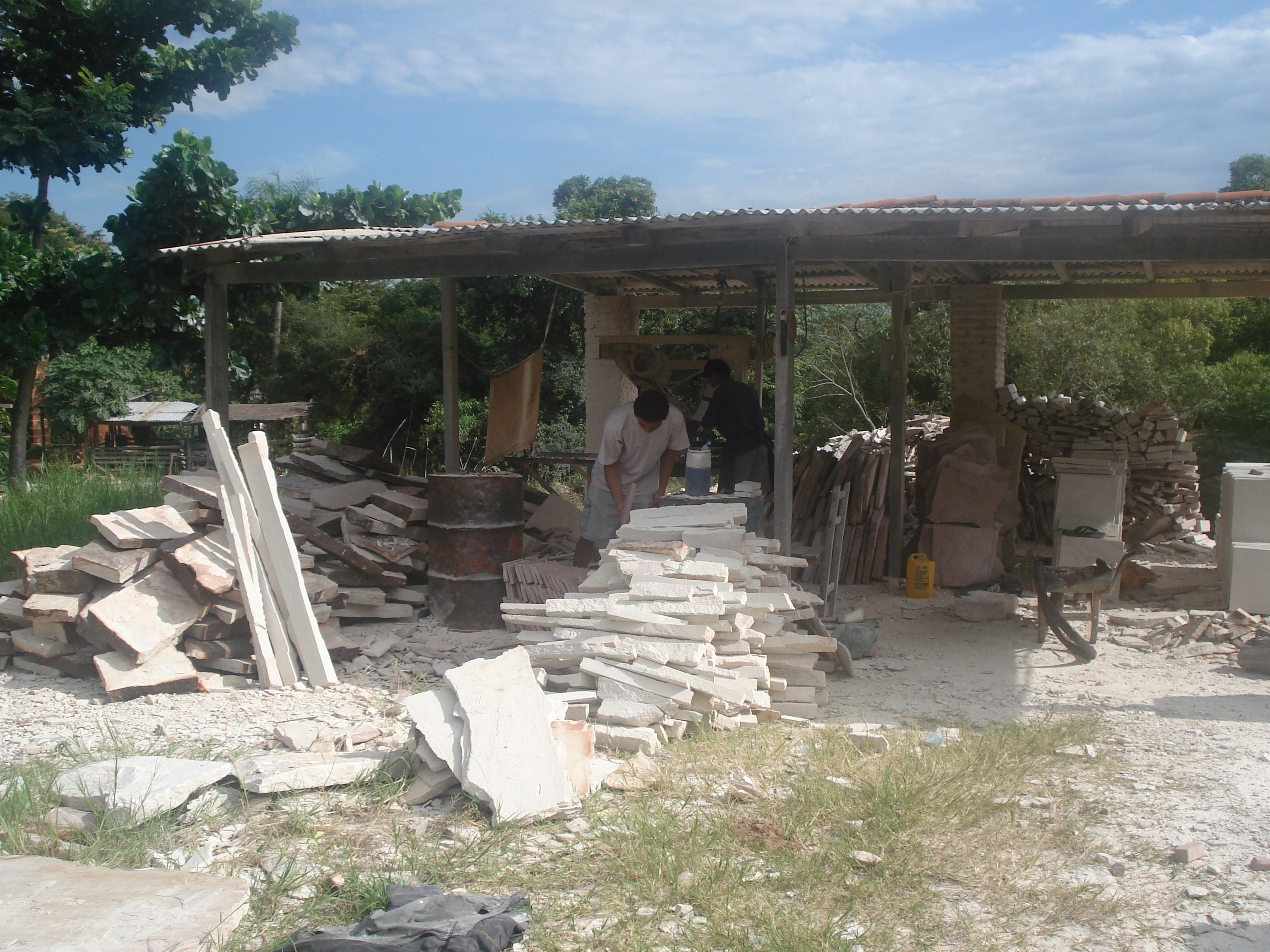
Emboscada

Sus elevaciones más atrayentes son los cerros Caacupé y Tobatí.

### Hidrografía
El río Paraguay recorre 33 km de este departamento. Numerosos afluentes riegan las localidades, como el río Manduvirá que cruza los pueblos de Piribebuy y Valenzuela. El principal afluente del Manduvirá es el río Tobatiry, llamado en su naciente: río Yhaguy.

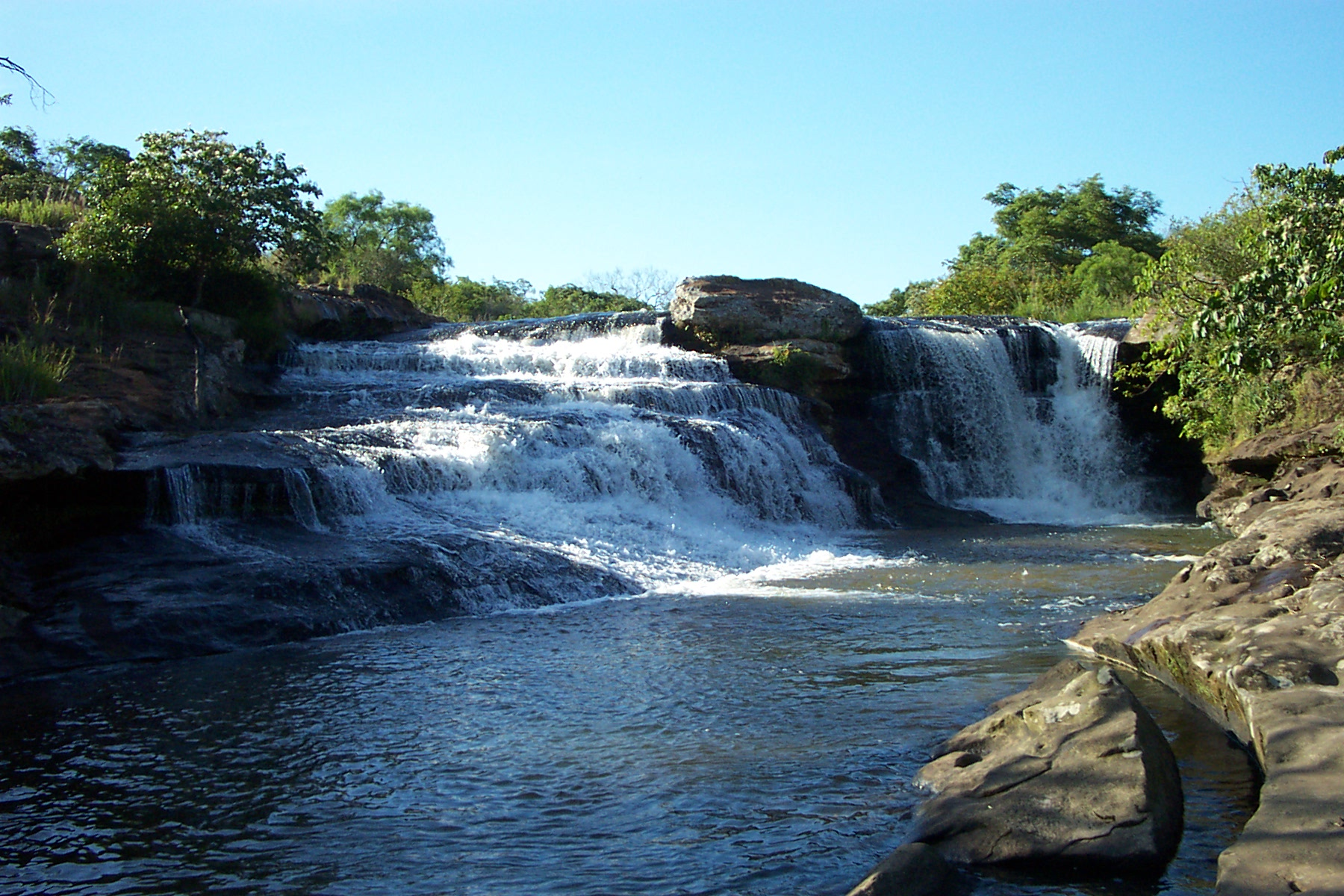
Saltos del Piraretá.

Otros importantes ríos son el Piribebuy, que nace en Pirayú y desemboca en el río Paraguay, y el Salado que nace en Ypacaraí. Estas aguas fluyen atravesando una rica vegetación y va formando en su recorrido hermosos saltos como los de Piribebuy, Piraretá, Chololó y otros.
En este departamento se encuentra el emblemático lago Ypacaraí que está formado por las aguas de numerosos arroyos que desembocan en él. Tiene aproximadamente 22 km de largo, entre 5 y 6 km de ancho, 3 metros de profundidad y 90 km de superficie.

### Clima
Su clima es templado y seco. La temperatura media anual es de 22 °C. La máxima alcanzada es de 39 °C y la mínima desciende a 3 °C. Las lluvias totalizan 1536 mm anuales, con un promedio de 153 mm. mensuales, excepto los meses de junio y agosto, que solo alcanza 80 mm.

## Medios de comunicación

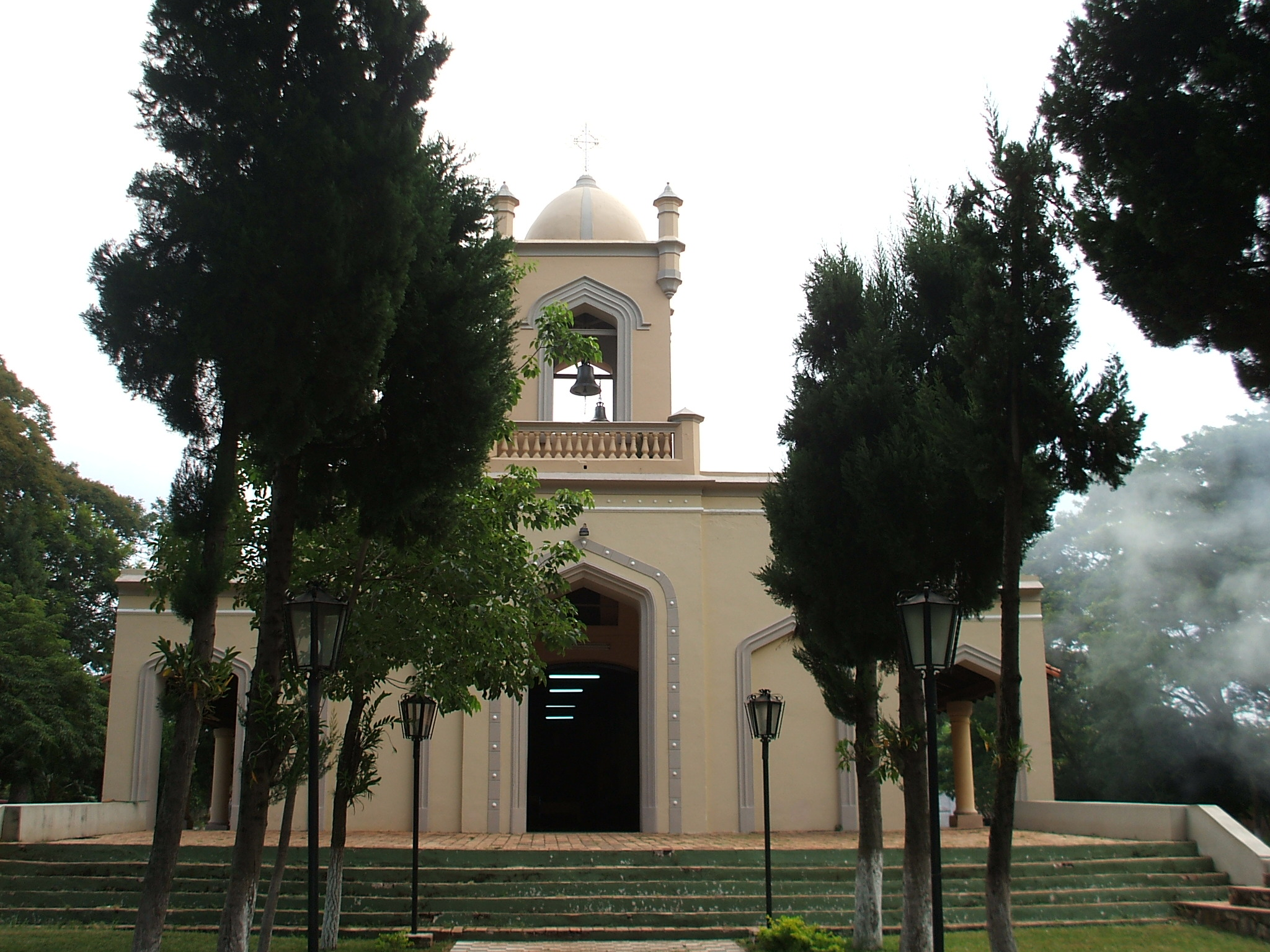
Iglesia de Altos

La principal ruta es la II llamada Mariscal José Félix Estigarribia que cruza el norte del departamento. De ella se desprenden ramales pavimentados y enripiados. La ruta III General Elizardo Aquino atraviesa el departamento y lo une con el departamento de Concepción. El río Paraguay en esta zona es navegable. Los distritos cuentan con campos de aviación.
Cuenta con emisoras radiales en varias localidades como la Emisora Privada A.M. Z.P. 28 Radio la Voz de la Cordillera, Tres Emisoras F.M., Radio Sol, Radio Serranía y Radio Caacupé.
En Caacupé funcionan varias instituciones, como la Gobernación de la Cordillera, Municipalidad, Contraloría General de la República, Juzgado de Primera Instancia, Banco Nacional de Fomento, COPACO S.A, ANDE, ESSAP, Correo, Hospital Regional, Supervisión de escuelas primarias y secundarias, IPS, Universidad Nacional, Oficina del Trabajo (MJT), Subsecretaria de Estado de Tributación, Servicio Nacional de Promoción Profesional (SNPP), varias universidades privadas, colegios secundarios, escuelas primarias y secundarias, varios liceos, institutos privados, Cruz Roja Paraguaya, Club de Leones, y varias instituciones más.

## Economía
El departamento de Cordillera es principalmente agrícola. Produce algodón, piña (ananá), arroz, naranjo agrio, maíz, caña de azúcar, banana, cafeto, locote, frutilla, mandarina, arveja, limón y ka'a he'e. También es productor de tomate, zanahoria, pomelo, limón sutil, maní y mandioca.
Se destaca también por la producción avícola a nivel nacional y en menor escala, se cría ganado vacuno, porcino, ovino, equino y caprino.
Además este departamento es uno de los que concentra más artesanos, los cuales trabajan en una gran variedad de rubros como el tallado de madera, la cerámica, la cestería así como trabajos en cuero y textiles.

## Educación
Este departamento cuenta con instituciones que imparten enseñanza a alumnos del nivel Inicial, educación escolar básica, educación media, y educación universitaria.

## Hidrografía

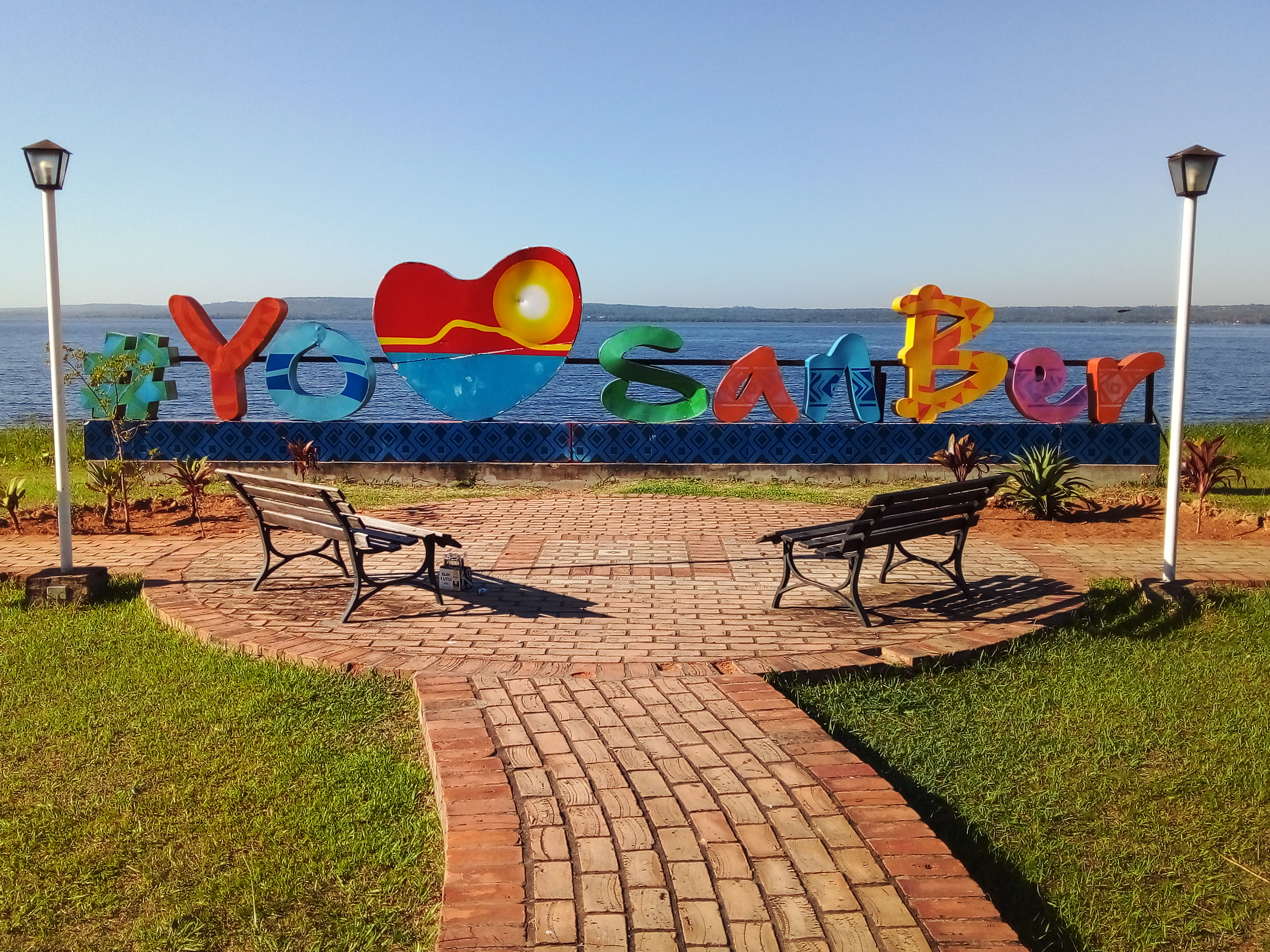
Lago Ypacaraí, visto desde San Bernardino.

Cordillera es uno de los departamentos más ricos en bellezas naturales del Paraguay, en especial sus serranías y numerosos arroyos hacen de esta zona el deleite para el esparcimiento en el verano.
El lago Ypacaraí atrae a numerosos turistas en la ciudad de San Bernardino, principal centro veraniego del país. En Caacupé y Piribebuy, los arroyos Ytú y Yhaguy Guazú, los saltos Amambay, Piraretá y Siete Caídas, presentan gran belleza natural.

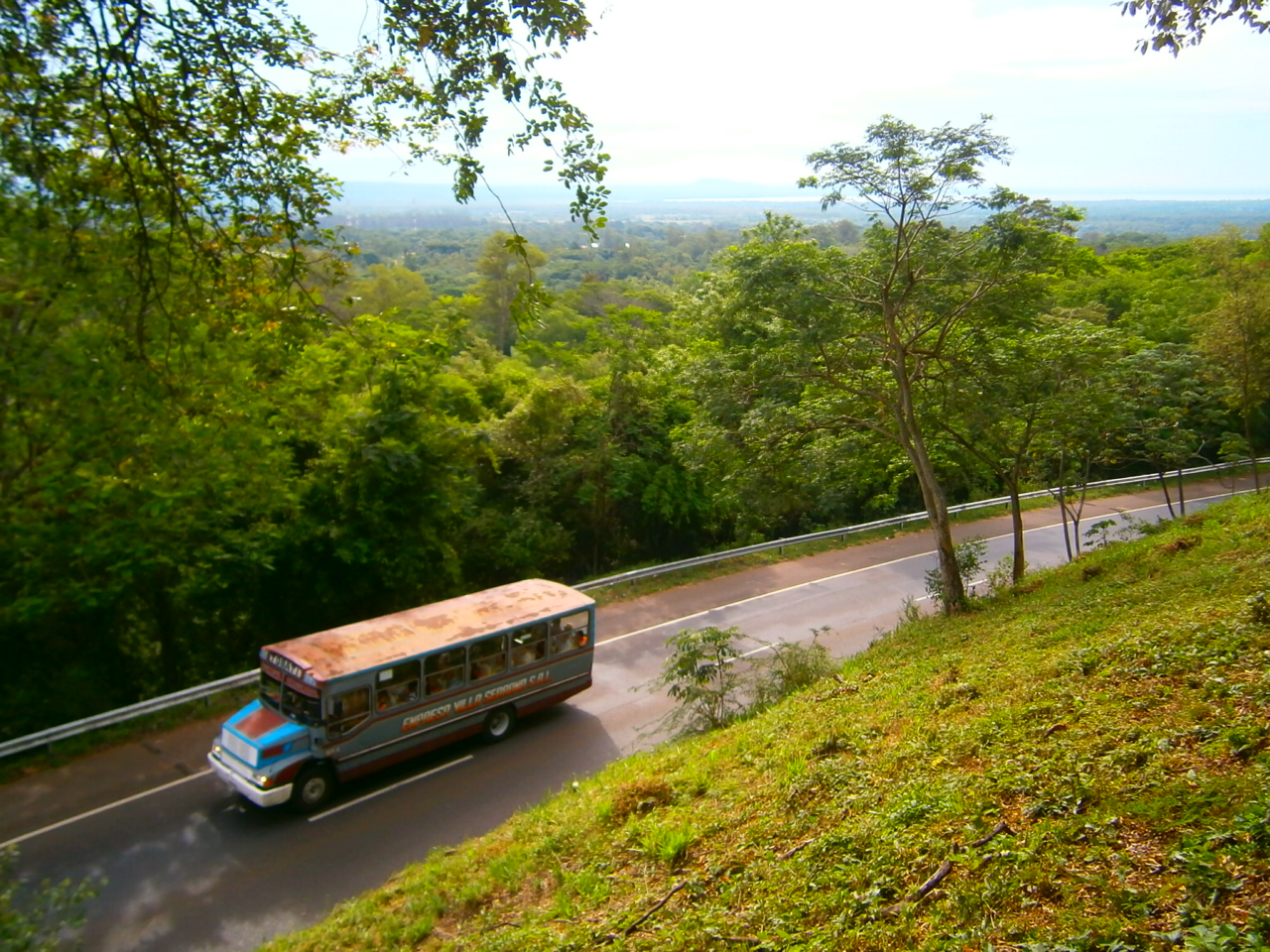
Vista de la antigua ruta PY2 desde el cerro Caacupé.

Otros atractivos turísticos son: el Museo Hassler en San Bernardino; el sitio donde se libró la batalla de Acosta Ñu en Eusebio Ayala; la Basílica de Caacupé y las iglesias de Altos, Piribebuy, Valenzuela y Atyrá que aún conserva su altar franciscano original.es considerada como la "capital espiritual" de Paraguay, siendo La Virgen de los Milagros de Caacupé venerada en su basílica, donde anualmente acuden en peregrinación más de 1,5 millón de fieles, los días 7 y 8 de diciembre.
La serranía de Altos presenta lugares ideales para escalar como el cerro Caacupé, el Cristo Rey (declarado Reserva Ecológica educativa) y el cerro Cavajhu e Atyrá.
En Itacurubí de la Cordillera encontraremos el completo turístico Ita Coty o Ita Cajón, además se encuentra la cabaña Ita Kua reconocida por su belleza natural única.

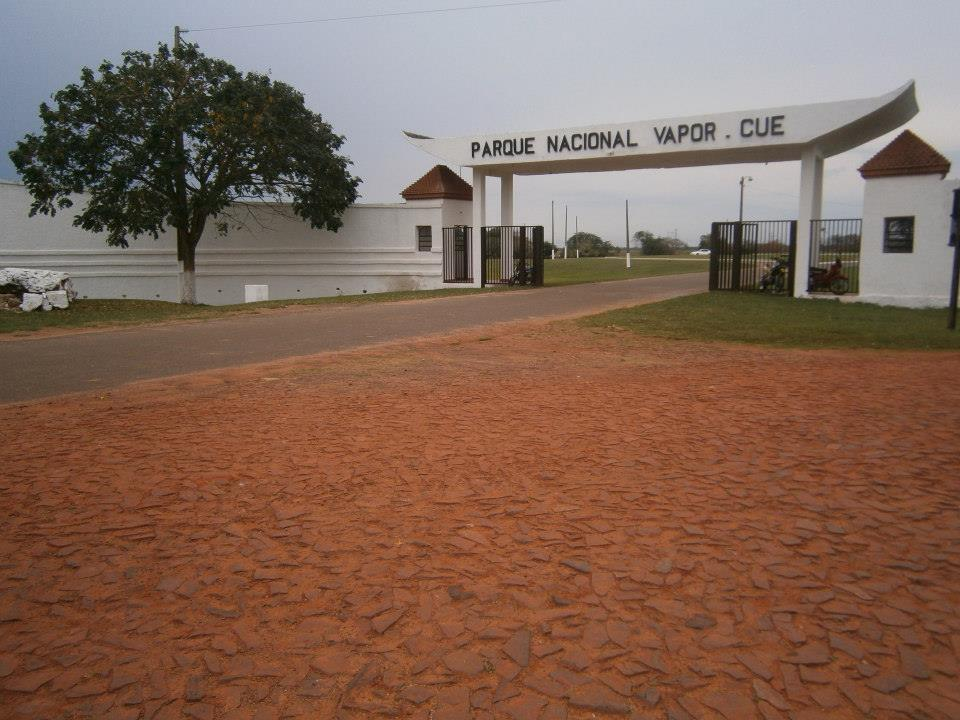
Acceso al Parque Nacional Vapor Cué.

En Tobatí se encuentra el cerro Tobatí que es una formación geológica que data de 400 a 500 millones de años. Cuenta con rocas de extrañas formas que han recibidos nombres como «León semi dormido», «Yvytu Silla», «Gigantesco Batracio», y otros.
También se puede visitar en Caraguatay, el lugar llamado Vapor Cué, sitio donde se abandonaron los barcos paraguayos para evitar su caída en manos del enemigo durante la Guerra de la Triple Alianza.
En Santa Elena (Paraguay) se puede visitar el Túnel Verde - que se encuentra en la entrada a la ciudad - es un túnel de todo tipo de árboles de más de 2 km de extensión.
En la zona se producen variadas artesanías con productos como el «encaje ju», ponchos de setenta listas, repujado en cuero, trabajos en madera y otros.